# Bandera de Transvaal

Primera bandera 1856-1858

La primera bandera del Transvaal fou la bandera del voortrekkers o pioners (voortrekker vlag) o kruisvlag o Potgieter vlag (per ser obra de Andries Hendrik Potgieter), tal com s'havia dissenyat després del 1840, és a dir amb la fimbriació blanca (coneguda com a Burgers vlag), que ja s'utilitzava a algunes de les comunitats bòers que progressivament van formar la República.
El 3 de febrer de 1858 es va instituir la bandera anomenada Vierkleur (literalment "Quatre colors") la qual es venia utilitzant de manera no oficial després del gener de 1857, en què fou dissenyada per Dominee Dirk Van der Hoff. Aquesta bandera fou adoptada més tard per la Nova República (amb una lleugera variació en l'amplada de la franja verda) i el Petit Estat Lliure, i probablement a la República d'Upingtònia o Lyndensrust.
Durant la darrera guerra anglo-bòer (1899-1902) es va utilitzar una bandera de guerra que afegia una franja taronja a la part inferior a tot el llarg de la bandera, per significar la unió dels exèrcits de Transvaal i l'Estat Lliure d'Orange.